# Nāḩiyat Rasm Ḩarmal al Imām
Nāḩiyat Rasm Ḩarmal al Imām (arabiska: ناحية رسم حرمل الإمام) är ett subdistrikt i Syrien.   Det ligger i provinsen Aleppo, i den centrala delen av landet, 300 km norr om huvudstaden Damaskus.
Trakten runt Nāḩiyat Rasm Ḩarmal al Imām består till största delen av jordbruksmark. Runt Nāḩiyat Rasm Ḩarmal al Imām är det ganska tätbefolkat, med 86 invånare per kvadratkilometer.